# Antoine Claude Dièche
Antoine Claude Dièche, né le 18 juin 1753 à Rodez (Aveyron), mort le 18 février 1811 à Charonne, est un général de division de la Révolution française.

## Biographie
Il commence sa carrière le 1er janvier 1768 comme gendarme de la garde ordinaire du roi, puis il passe en 1773, dans le régiment du Piémont. Le 18 août 1792, il est lieutenant-colonel au 28e régiment d'infanterie. 
Il est promu le 14 août 1793, général de brigade et commandant de la place de Strasbourg.
Le 23 août 1793, il est élevé au grade de général de division. 
Il fut l'un des agents les plus actifs et les plus sanguinaires de la Révolution.
Il est réformé en 1799, et il meurt le 18 février 1811 à Paris.

## Sources
- (en) « Generals Who Served in the French Army during the Period 1789 - 1814: Eberle to Exelmans »
- Thierry Pouliquen, « Les généraux français et étrangers ayant servis [sic] dans la Grande Armée » (consulté le 3 septembre 2013)
- Histoire de la Révolution française dans le département du Haut-Rhin, 1789-1795, Par Amand Antoine Véron-Réville, édition 1865.